# سن مان
سن مان (بالصينية: 孫曼) هي لاعبة كرة الريشة صينية، ولدت في 23 يوليو 1968.

## وصلات خارجية
- سن مان على موقع BWF.tournamentsoftware.com (الإنجليزية)
- سن مان على موقع BWFbadminton.com (الإنجليزية)
- سن مان على موقع أوليمبيديا (الإنجليزية)